# Aglais osborni
Aglais osborni är en fjärilsart som beskrevs av Donckier de Douceel 1881. Aglais osborni ingår i släktet Aglais och familjen praktfjärilar. Inga underarter finns listade i Catalogue of Life.